# Daptonema robustus
Daptonema robustus is een rondwormensoort uit de familie van de Xyalidae. De wetenschappelijke naam van de soort is voor het eerst geldig gepubliceerd in 1980 door Chesunov.